# 索河街道
索河街道，是中华人民共和国河南省郑州市荥阳市下辖的一个乡镇级行政单位。

## 行政区划
索河街道下辖以下地区：
老城社区、广场社区、火车站社区、兴华社区、建材厂社区、政法街社区、成皋社区、龙湖社区、城关村、惠厂村、杨五楼村和南楚楼村。